# Pero Sudar
Mons. Pero Sudar (* 3. července 1951, Bare) je bosenský římskokatolický kněz a pomocný biskup Horní Bosny.

## Život
Narodil se 3. července 1951 v Bare. Základní školu navštěvoval ve svém rodném městě a v Seonici. Poté nastoupil na jezuitské gymnázium v Záhřebu a poté byl v Dubrovníku. V Sarajevu se věnoval filosofickým a teologickým studiím. Na kněze byl vysvěcen 29. června 1977. Po roce pastorační praxe ve farnosti v Komušini, byl poslán ke studiu kanonického práva do Říma. Na Papežské univerzitě Gregoriana a Papežské univerzitě Urbaniana získal doktorát z kanonického práva.
Po svém návratu do Sarajeva, na podzim roku 1985 byl jmenován soudním vikářem a členem kurie. V letním semestru roku 1986 začal vyučovat ve Vrhbosně katolickou teologii a na podzim roku 1989 byl jmenován děkanem a rektorem místního semináře.
Dne 28. května 1993 jej papež Jan Pavel II. jmenoval pomocným biskupem Horní Bosny a titulárním biskupem ze Selie. Biskupské svěcení přijal 6. ledna 1994 z rukou arcibiskupa Vinka Puljiće a spolusvětiteli byli kardinál Franjo Kuharić a biskup Ćiril Kos. Dne 18. října 2019 papež František přijal jeho rezignaci z funkce pomocného biskupa.